# Chesinț
Chesinț – wieś w Rumunii, w okręgu Arad, w gminie Zăbrani. W 2011 roku liczyła 1160 mieszkańców. 